# Cercamoniinae
Cercamoniinae es una subfamilia de la familia Notharctidae de primates extintos.

## Clasificación
- Familia Notharctidae
  - Subfamilia Cercamoniinae
    - Género Anchomomys[1]
    - Género Buxella
    - Género Darwinius
    - Género Donrussellia
    - Género Europolemur
    - Género Mahgarita
    - Género Mazateronodon[2]
    - Género Mescalerolemur
    - Género Panobius
    - Género Periconodon
    - Género Pronycticebus